# 11933 Himuka
11933 Himuka (1993 ES) là một tiểu hành tinh vành đai chính được phát hiện ngày 15 tháng 3 năm 1993 bởi K. Endate và K. Watanabe ở Kitami.